# DBZ – Deutsche Bauzeitschrift
DBZ – Deutsche BauZeitschrift (DBZ) ist eine 1953 gegründete Fachzeitschrift für Architekten und planende Hochbauingenieure und orientiert sich redaktionell an den Aufgaben und dem Tätigkeitsspektrum des Architektenalltags mit deutlicher Praxisorientierung. Seit dem 1. Januar 2009 ist die DBZ Organ des Bundes Deutscher Baumeister, Architekten und Ingenieure (BDB). Die DBZ erscheint im Bauverlag BV.
Gemeinsam mit dem BDB verleiht die DBZ den Balthasar-Neumann-Preis.

## Inhalt
Die DBZ Deutsche BauZeitschrift erscheint 11 Mal jährlich. Jedes Heft hat ein Titelthema. Für das Titelthema zieht die DBZ Redaktion einen Experten, den DBZ Heftpartner, zu Rate, der die Ausgabe kuratiert. Das kann ein Architekt oder auch Ingenieur sein.
Die DBZ Deutsche BauZeitschrift veröffentlicht: Architektur, Bautechnik und Produkte der Hochbauplanung sowie BIM, Büromanagement. Die Zielgruppe sind demzufolge Architekten, planende Bauingenieure, Lichtplaner, Architekturstudenten.
Aktuelle Architekturprojekte werden gebäudetypologisch oder materialspezifisch vorgestellt und besprochen. Dabei werden architektonische Intention, städtebauliche Einbindung, Funktionalität, baukonstruktive Besonderheiten, Wirtschaftlichkeit und energetische Aspekte herausgearbeitet und mit Beschreibungen, Detailzeichnungen und Fotos dargestellt.